# ینگی‌بازار (وحدت)
ینگی‌بازار جماعت و شهرکی در کشور تاجیکستان است که در ناحیهٔ وحدت ناحیه‌های تابع جمهوری قرار دارد. جمعیت این جماعت ۱۷٬۱۷۸ است.